# George Mbwando
George Mbwando (Musuma, 20 de outubro de 1975) é um ex-futebolista profissional zimbabuano que atuava como defensor.

## Carreira
George Mbwando representou o elenco da Seleção Zimbabuense de Futebol no Campeonato Africano das Nações de 2004 e 2006.